# Marzec 2014

## 31 marca
- W wyniku przegranych przez socjalistów wyborów municypalnych we Francji premier Jean-Marc Ayrault podał się do dymisji. Prezydent François Hollande na jego stanowisko desygnował dotychczasowego ministra spraw wewnętrznych Manuela Vallsa. (tvn24.pl)

## 30 marca
- Po raz pierwszy w historii na mera Paryża wybrana została kobieta – Anne Hidalgo, kandydatka Partii Socjalistycznej.
- Zakończyły się, rozgrywane w japońskiej Saitamie, mistrzostwa świata w łyżwiarstwie figurowym. (isuresults.com)

## 29 marca
- Kenijczycy Geoffrey Kipsang i Gladys Cherono zwyciężyli w rozegranych w Kopenhadze mistrzostwach świata w półmaratonie. (pzla.pl)
- Andrej Kiska, przedsiębiorca i filantrop, zwyciężył w drugiej turze wyborów prezydenckich na Słowacji.

## 28 marca
- Były norweski premier Jens Stoltenberg został nominowany na nowego sekretarza generalnego NATO.

## 23 marca
- Reprezentanci Holandii: Koen Verweij i Ireen Wüst triumfowali w rozegranych w Heerenveen mistrzostwach świata w łyżwiarstwie szybkim w wieloboju. (ISU, ISU)
- Rosyjski klub Biełogorje Biełgorod triumfował w Lidze Mistrzów siatkarzy. (Cev.lu)
- Zmarł Adolfo Suárez – pierwszy demokratycznie wybrany premier Hiszpanii od czasu wojny domowej. (Onet.pl)
- Francuz Martin Fourcade oraz Finka Kaisa Mäkäräinen zwyciężyli w klasyfikacjach generalnych pucharu świata w biathlonie. (biathlon.pl, biathlon.pl)
- Polak Kamil Stoch zwyciężył w klasyfikacji generalnej pucharu świata w skokach narciarskich. (Skijumping.pl)

## 16 marca
- Na Krymie odbyło się referendum dotyczące m.in. przyłączenia półwyspu do Rosji. (Onet.pl)
- Reprezentanci Austrii: Anna Fenninger (wśród kobiet) i Marcel Hirscher (wśród mężczyzn) triumfowali w klasyfikacjach generalnych pucharu świata w narciarstwie alpejskim. (WP.PL, SportoweFakty.pl)
- Norweżka Therese Johaug zwyciężyła w klasyfikacji generalnej pucharu świata w biegach narciarskich. (Onet.pl)
- Zakończyły się, rozgrywane w Soczi, zimowe igrzyska paraolimpijskie. (Sport.pl)
- Amerykanie Heather Richardson oraz Shani Davis zwyciężyli w klasyfikacjach generalnych pucharu świata w łyżwiarstwie szybkim. (ISU.org)
- Koalicja skupiona wokół Serbskiej Partii Postępowej zwyciężyła w przedterminowych wyborach parlamentarnych.

## 15 marca
- Niemiec Severin Freund zwyciężył w rozegranych w Harrachovie mistrzostwach świata w lotach narciarskich. (SportoweFakty.pl)

## 8 marca
- Doszło do incydentu lotniczego związanego z zaginięciem lotu Malaysia Airlines 370. (BBC News)
- Norweg Martin Johnsrud Sundby zapewnił sobie zwycięstwo w klasyfikacji generalnej pucharu świata w biegach narciarskich. (SportoweFakty.pl)

## 7 marca
- Kryzys krymski:
  - Ministrowie spraw zagranicznych państw Grupy Wyszehradzkiej, krajów nordyckich i państw bałtyckich przyjęli wspólne oświadczenie na konferencji w estońskiej Narwie stwierdzające, że "sytuacja na Ukrainie jest krytyczna, rosyjskie siły wojskowe dokonały aktu agresji wobec tego kraju". Ministrowie potępili "dalsze zaostrzenie sytuacji, w tym decyzję o przeprowadzeniu referendum na Krymie o akcesji do Federacji Rosyjskiej" i poparli powołanie misji obserwacyjnej UE. (MSZ.gov.pl)
- Rozpoczęły się 15. Halowe Mistrzostwa Świata w Lekkoatletyce rozgrywane w Ergo Arenie w Sopocie. (wp.pl)

## 4 marca
- Kryzys krymski:
  - Na zaproszenie nowych ukraińskich władz, Organizacja Bezpieczeństwa i Współpracy w Europie zdecydowała o wysłaniu na Krym misji nieuzbrojonych obserwatorów wojskowych. Misja, której celem miało być rozpoznanie sytuacji i identyfikacja sił zbrojnych zaangażowanych w konflikt, miała rozpocząć się 5 marca i potrwać do 12 marca.[1] (TVN24)

## 3 marca
- W Hollywood odbyła się 86. ceremonia wręczenia Oscarów. Siedem nagród otrzymał film Grawitacja, a nagrodę dla najlepszego filmu – twórcy filmu Zniewolony.

## 2 marca
- Kryzys krymski:
  - Sojusz Północnoatlantycki na nadzwyczajnym posiedzeniu Rady Północnoatlantyckiej ustami sekretarza generalnego Andersa Fogha Rasmussena potępił militarne działania Rosji na Krymie i wezwał do wycofania wojsk do baz. (PAP)
- Zakończyły się, rozgrywane w kolumbijskim Cali, mistrzostwa świata w kolarstwie torowym. (pzkol.pl)

## 1 marca
- Japonka Sara Takanashi zapewniła sobie zwycięstwo w klasyfikacji generalnej pucharu świata w skokach narciarskich. (SportoweFakty.pl)